# Nigídio Fígulo
Públio Nigídio Fígulo (em latim: Publius Nigidius Figulus; c. 98 a.C.–45 a.C.) foi um estudioso da República Romana Tardia e um dos pretores de 58 a.C. Era amigo de Cícero, a quem deu seu apoio na época da Conspiração Catilinária. Nigídio aliou-se aos Optimates na guerra civil entre Júlio César e Pompeu Magno.
Entre seus contemporâneos, a reputação de aprendizado de Nigídio perdia apenas para a de Varrão. Mesmo em seu próprio tempo, suas obras eram consideradas muitas vezes obscuras, talvez por causa de seu pitagorismo esotérico, no qual Nigídio incorporou elementos estóicos. Jerônimo o chama de Pythagoricus et magus, um "Pitagórico e mago ", e na tradição medieval e renascentista ele é retratado como um mágico, adivinho ou ocultista. Suas vastas obras sobrevivem apenas em fragmentos preservados por outros autores.[carece de fontes?]

## Carreira política
Em 63 a.C., Nigídio foi admitido no Senado. Ele pode ter sido edil em 60 a.C., quando Cícero menciona que Nigídio estava em posição de compelir (compellare) um júri ou um tribuno das plebes em 59. Ele foi pretor em 58, mas nenhuma outra capacidade oficial foi registrada para ele até que ele serviu como legado em 52–51 a.C. na Ásia sob Quinto Minúcio Termo. Ele deixou a província asiática em julho de 51.
Arnaldo Momigliano tentou explicar as aparentes contradições entre a ativa carreira política de Nigídio e suas práticas ocultas:
| “ | "Nigídio Fígulo e seus amigos eram homens do mundo. Eles esperavam ajuda de estranhas práticas religiosas para tentar controlar o que lhes escapava no mundo veloz em que viviam. Eles haviam deixado para trás as formas tradicionais de negociação com os deuses e estavam tentando descobrir regras mais seguras para a interação entre homens e deuses." | ” |

Mesmo Varrão, embora educado no estoicismo de Élio Estilão e no platonismo antioqueano cético, solicitou um funeral pitagórico para si mesmo. O historiador do século XIX, Theodor Mommsen, comparou os interesses ocultos da República tardia às "batidas de espíritos e mesas girantes" que fascinavam "homens do mais alto escalão e maior aprendizado" na era vitoriana.
O pitagorismo não estava associado a um ponto de vista político particular em Roma. Nigídio permaneceu firmemente entre os republicanos conservadores do senado, mas Públio Vatínio, o outro pitagórico mais conhecido entre seus contemporâneos políticos, era um defensor feroz e de longo prazo de César. Os três eminentes intelectuais romanos de meados do século I a.C.—Cícero, Varrão e Nigídio— apoiaram Pompeu na guerra civil. César não apenas mostrou clemência para com Varrão, mas reconheceu suas realizações acadêmicas ao nomeá-lo para desenvolver a biblioteca pública em Roma. Tanto Cícero quanto Varrão escreveram quase todos os seus trabalhos sobre religião sob a ditadura de César. Mas, apesar dos esforços "bastante ineptos e embaraçados" de Cícero, Nigídio morreu no exílio antes de obter o perdão.[carece de fontes?]

## Estudos
Segundo Cícero, Nigídio tentou com algum sucesso reviver as doutrinas do pitagorismo, que teriam incluído matemática, astronomia e astrologia, e arcanos da tradição mágica. Ele supostamente previu a grandeza de Otaviano, o futuro Augusto, no dia de seu nascimento. Apuleio registra que, pelo emprego de meninos mágicos (magici pueri), ele ajudou a encontrar uma quantia em dinheiro que havia sido perdida. O uso combinado de crianças médiuns com lecanomancia para fins de consulta aos mortos ou outros mais mundanos era uma prática de interesse entre a elite romana, havendo registros de outras personalidades que a fizeram além de Nigídio.
Deve-se a ele o "argumento do oleiro" para se refutar o problema dos gêmeos na astrologia: como se explica pessoas nascidas ao mesmo tempo, como os gêmeos, não apresentarem a mesma personalidade e destino? Conforme relata Agostinho de Hipona, Nigídio teria girado uma roda de oleiro e, enquanto ela se movia, tocou-a rapidamente duas vezes com seu dedo sujo de tinta. Após pará-la, as manchas encontravam-se espaçadas, apesar de os toques terem sido realizados em um breve intervalo quase imperceptível. Isso indicaria que, no nascimento de gêmeos, a configuração astral seria diferente entre ambos devido ao rápido movimento do céu, apesar de um intervalo quase imperceptível. Por conta desse episódio, Nigídio adquirira o apelido "Fígulo", que significa oleiro.
Seu Comentários gramáticos (Commentarii grammatici) em pelo menos 29 livros era uma coleção de notas linguísticas, gramaticais e antigas. Nigídio via o significado das palavras como natural, não criado por humanos. Ele prestou atenção especial à ortografia, e procurou diferenciar os significados dos casos gramaticais de terminação semelhante por sinais distintivos: o ápice para indicar uma vogal longa já foi atribuído incorretamente a ele, mas agora provou ser mais antigo. Na etimologia, ele tentou encontrar uma explicação romana para as palavras sempre que possível; por exemplo, derivou frater ("irmão") de fere alter, "praticamente outro (eu)". Quintiliano fala de um tratado retórico De gestu dele.[carece de fontes?]
A abordagem erudita dos Comentários pode ser comparada à de Varrão em sua combinação de assuntos gramaticais e antiquarianismo, mas os interesses esotéricos e científicos de Nigídio o distinguem. Os títulos conhecidos de suas obras incluem dois livros sobre a esfera celeste, um sobre o sistema grego e outro sobre sistemas "bárbaros" ou não gregos, um fragmento sobrevivente dos quais indica que ele tratou da astrologia egípcia. Seu trabalho astrológico baseou-se na tradição etrusca e influenciou Marciano Capela, embora provavelmente por meio de uma fonte intermediária. Nigídio também escreveu sobre os ventos e sobre os animais.[carece de fontes?]

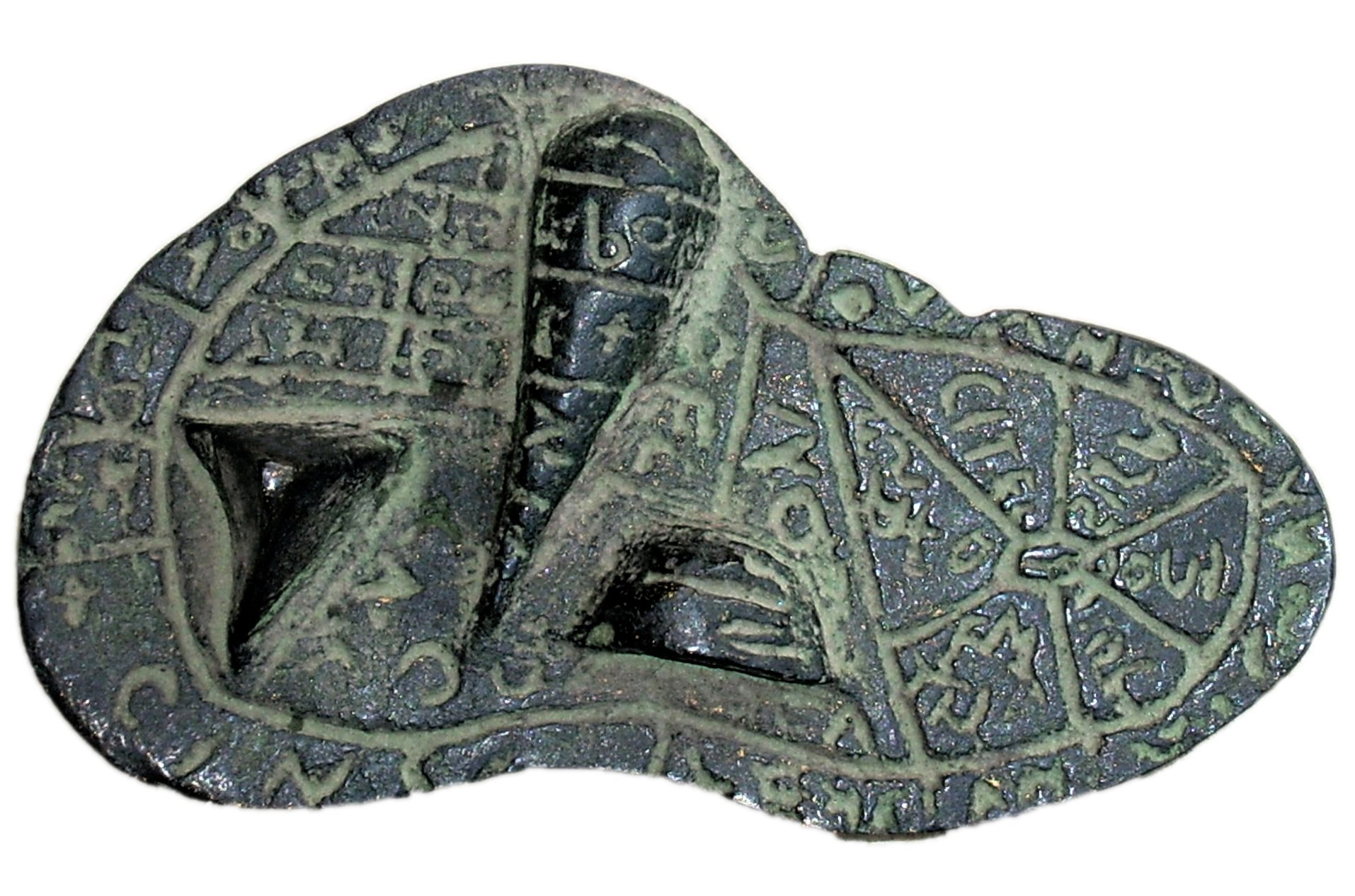
O Fígado de Placência, um modelo etrusco em bronze de um fígado de ovelha marcado para haruspício

Seus trabalhos sobre teologia e outros tópicos religiosos, como adivinhação, incluíam De Diis ("Sobre os deuses"), um exame de vários cultos e cerimoniais e tratados sobre adivinhação (De augurio privato e De extis, este último cobrindo haruspício). e a interpretação dos sonhos (De somniis). O historiador literário Gian Biaggio Conte observa que "o número de seus fragmentos que chegaram até nós não corresponde à admiração geral sentida pela posteridade por este interessante estudioso-filósofo-cientista-mágico" e atribui essa perda à "vastidão e especialmente a obscuridade das obras."

## Na literatura
Lucano conclui o Livro 1 de seu épico Bellum civile (também conhecido como Farsália) com um retrato de Nigídio proferindo profecias terríveis, baseadas em parte em leituras astrológicas. Johannes Kepler discute as implicações astronômicas da passagem com Herwart von Hohenburg em sua correspondência de 1597. Uma tradução em inglês das cartas relevantes está disponível online.